# Londyńskie Towarzystwo Szerzenia Chrześcijaństwa wśród Żydów
Londyńskie Towarzystwo Szerzenia Chrześcijaństwa wśród Żydów (ang. London Society for Promoting Christianity amongst the Jews) – organizacja anglikańska, składająca się głównie z przechrzczonych żydów, którą założył w 1809 r. w Wielkiej Brytanii adwokat Lewis Way, zajmująca się propagowaniem religii chrześcijańskiej wśród żydów.

## Historia
W Polsce (w Królestwie Kongresowym) Towarzystwo założyło swoją misję w 1821 r. w Warszawie, a jego pierwszymi misjonarzami byli McCaul i Becker. Ich głównym celem nie był prozelityzm, a jedynie szerzenie wiedzy o chrześcijaństwie. W razie braku kapłanów odprawiali nawet nabożeństwa w obrządkach praktykowanych przez spotkanych przez siebie ludzi. Towarzystwo miało swoją prężnie działającą drukarnię w Warszawie na ul. Nowolipie, zajmującą się m.in. drukowaniem Biblii.
Następnie Towarzystwo rozszerzyło działalność na Lublin, Częstochowę, Radom i Piotrków. Do 1854 r., prócz szerzenia wiedzy, misjonarzom udało się nawrócić, według samej misji, 361 żydów.
W 1854 r. władze carskie zakazały działalności Towarzystwa na ziemiach polskich. Przyczyną decyzji było podejrzenie wykorzystywania Towarzystwa przez rząd brytyjski do działalności agenturalnej w postaci możliwości siania niepokojów w obliczu wojny krymskiej (równie niejasna była wcześniejsza działalność Towarzystwa w przededniu powstania listopadowego).
W 1875 r. Towarzystwo reaktywowało swoją placówkę w Warszawie, a w następnych latach utworzyło nową we Lwowie.
W Polsce międzywojennej misja swoim zasięgiem prac obejmowała głównie tereny byłego zaboru rosyjskiego, ale także Małopolski i Galicji. W samej Warszawie Towarzystwo posiadało kilka nieruchomości, zarówno mieszkalnych, jak i czytelni czy sal zebrań.
W tym czasie na czele misji stali polski pastor Oskar Prentki oraz duchowny anglikański pochodzenia żydowskiego Charles Carpenter (vel Zimmermann), będący jednocześnie przełożonym parafii anglikańskiej i kapelanem ambasady brytyjskiej w Warszawie.
Misja wydawała w tym czasie dwa czasopisma: „Das Wort i „Dwa Światy”.
W 1927 r. w Warszawie przy ul. Sewerynów 3 powstała szkoła misyjna pod nazwą Instytut Misyjny im. Emanuela, mająca być ośrodkiem naukowo-badawczym przygotowującym misjonarzy do pracy w Europie Środkowej i Wschodniej. Jednak po 4 latach w wyniku niedostatecznego zainteresowania i zbyt małej liczby kandydatów inicjatywę zarzucono.